# Pierre-De Saurel
Pierre-De Saurel (vor 1. Januar 2009 Le Bas-Richelieu) ist eine regionale Grafschaftsgemeinde (französisch municipalité régionale de comté, MRC) in der kanadischen Provinz Québec.
Sie liegt in der Verwaltungsregion Montérégie und besteht aus zwölf untergeordneten Verwaltungseinheiten (drei Städte, drei Gemeinden, ein Dorf und fünf Sprengel). Die MRC wurde am 1. Januar 1982 als MRC Le Bas-Richelieu gegründet. Der Hauptort ist Sorel-Tracy. Am 18. Oktober 2008 wurde die Regionalgemeinde in ihren derzeitigen Namen umbenannt. Die Einwohnerzahl beträgt 51.025 (Stand: 2016) und die Fläche 597,55 km², was einer Bevölkerungsdichte von 85,4 Einwohnern je km² entspricht.

## Gliederung
Stadt (ville)
- Saint-Joseph-de-Sorel
- Saint-Ours
- Sorel-Tracy

Gemeinde (municipalité)
- Saint-Roch-de-Richelieu
- Sainte-Anne-de-Sorel
- Yamaska

Dorf (municipalité de village)
- Massueville

Sprengel (municipalité de paroisse)
- Saint-Aimé
- Saint-David
- Saint-Gérard-Majella
- Saint-Robert
- Sainte-Victoire-de-Sorel

## Angrenzende MRC und vergleichbare Gebiete
- D’Autray
- Nicolet-Yamaska
- Drummond
- Les Maskoutains
- Marguerite-D’Youville